# 제1엽병연대 (독일)
제1엽병연대(Jägerregiment 1; JgRgt 1)는 독일 육군의 공중강습보병연대 중 하나였다. 2006년 창설되었을 당시에는 공중기동작전사단 소속이었으나 2012년 12월 19일 제21기갑여단 소속으로 옮겼다.
제1엽병연대 이전에는 독일 연방방위군은 공중강습 병력이 전무했다. 2015년 제1엽병연대는 해산되었으며 대대급 부대가 그 자리를 대신하고 있다.

## 같이 보기
- 공중강습